# Genlisea hispidula
Genlisea hispidula är en tätörtsväxtart som beskrevs av Otto Stapf. Genlisea hispidula ingår i släktet Genlisea och familjen tätörtsväxter. Inga underarter finns listade i Catalogue of Life.